# 快楽のススメ
『快楽のススメ』（けらくのススメ）は、ALI PROJECTの16枚目（インディーズから通算）のオリジナルアルバム。2015年9月9日に徳間ジャパンコミュニケーションズから発売された。

## 解説
本作は「快楽」をテーマにしたアルバムである。
作曲を手掛けた片倉三起也は、以前から「快楽」をテーマにしたアルバムを作りたいと考えていたことを、アニカンとのインタビューの中で述べている。当初「快楽」のほかにも「禁忌」をテーマの候補にしていたが、「禁忌」は2008年に『禁書』で使っていたため前者を採用した。片倉は「快楽」という言葉だけでは味気なさを感じたため、「ススメ」という言葉を付け加え、「快楽」の読みも「かいらく」ではなく「けらく」にした。
宝野はアニカンとのインタビューの中で、「かわいらしい曲を作るうちに真逆の曲を作りたくなってきたため、最初はその反動で作業を楽しんでいたが、次第に疲れてくる」と制作当時の様子を振り返っている。
タイトル曲である「快楽のススメ」は、制作初期の段階で完成したものの、ミュージックビデオを制作したりするうちに聴く機会が増えてしまい「一曲目はこの曲でなくてもよいのでは」と片倉が考えた結果、アルバムの一曲目から外された。その代わり、宝野が『Dilettante』のリードナンバーである「愛と誠」のイントロを気に入っていたため、近い系統にある「陸と海と空と」が一曲目として収録された。
宝野が本物の蛇を巻いてみたいと考えていたところ、偶然デザイナーからジャケットに蛇を使ってみてはどうかという提案があり、黄色いドレスを着た宝野がジャングルカーペットパイソンと一緒に写った写真が初回限定版のジャケットとして採用された。
また、通常版のジャケットには、宝野が黒い衣装を着て蛇と一緒に写っている写真が採用された。

## 収録曲
1. 陸と海と空と
  - BS日テレ『片岡愛之助の解明!歴史捜査』エンディングテーマ。
  - 愛国心や大切な人を護る気持ちに安らぎや快楽を得ることを題材とした大和ソング[1]。当初ミュージックビデオには小道具として軍帽と日本刀が使われる予定だったが、撮影当日に上層部からの通告を受け、使用を取りやめた[2]。なお、没バージョンのスチル写真はライナーノーツに掲載された[2]。
  - Ｂメロおよびサビにゲオルギー・スヴィリードフ『吹雪 トロイカ』が引用されている。
  - アウトロにPRODUCER LOOPSのサンプル音源『SYMPHONIC SERIES VOL 8 MEDIEVAL CRUSADES』より「Promised Land」が利用されている。その他、同音源よりイントロには「Sigurs Army」が利用されている
2. 異端者たちの悦楽
  - 間奏にBIG FISH AUDIOのサンプル音源『MAYHEM: DIRTY DUBSTEP』より「Dismemberment Plan」「Metallic Rain」が利用されている。
3. 快楽のススメ
  - イントロ・アウトロにPRODUCER LOOPSのサンプル音源『SYMPHONIC SERIES VOL 8 MEDIEVAL CRUSADES』より「The Battle」が利用されている。
  - イントロにPRIME LOOPSのサンプル音源『ORCHESTRAL SCORES』より「Nostalgic Moment[3]」が利用されている。
  - アウトロにBIG FISH AUDIOのサンプル音源『SYMPHONIC MANOEUVRES 2』より「20 orch sting Emin[4]」が利用されている。
4. 放蕩娘と無慈悲な遊戯
  - Bメロにアストル・ピアソラ『リベルタンゴ』が引用されている。
  - イントロ、間奏に映画『夜のタンゴ』主題歌が引用されている。
5. わたしは慾望という名の處女
6. 禁忌 TABOO
  - サビにホアキン・トゥリーナ『5つのジプシー風舞曲 第1集 Zambra』が引用されている。
  - Aメロにフィリップ・グラスの『交響曲第4番 英雄たち』より「Neukoln」が引用されている。
7. 狩猟令嬢ジビエ日誌
  - 自分の領地で狩猟する貴族の女性を主人公に、狩った獣の肉を食べて自らの血肉とすることで新たな一日を生きる悦びと快楽を描いた楽曲[1]。歌詞の執筆に当たり、宝野は狩猟の歴史や文化に関する書籍を読み込んだ[1]。
  - 間奏にLOOPTRONIKSのサンプル音源『MODERN HOLLYWOOD ORCHESTRA』が利用されている。
  - サビにPRIME LOOPSのサンプル音源『CINEMATIC MOODS』より「RacingHero Strings[5]」が利用されている。その他、同音源より、1番、3番のサビ直後に「UrgentStrings[6]」が利用されている。
  - アウトロにZERO-Gのサンプル音源『Luminoso』が利用されている。
8. アタラクシア、そして対峙する自己
9. BAR酔芙蓉へどうぞ
  - Aメロにプッチーニ『ラ・ボエーム』からの引用が見られる。
10. Golden Slumbers Kiss Your Eyes（限定盤のみ収録）
  - 全体を通して、PRODUCER LOOPSのサンプル音源『SYMPHONIC SERIES VOL 8 MEDIEVAL CRUSADES』より「Quest For Peace」が利用されている。
11. 緋ノ糸輪廻ノGEMINI（通常盤のみ収録）
  - Aメロにフランチェスコ・パオロ・トスティ『最後の歌』が引用されている。
  - 間奏にHOT MUSIC FACTORYのサンプル音源『MOVIE THEMES ACTION』より「01」「03」が利用されている。
  - イントロにLOOPTRONIKSのサンプル音源『AVENGE ORCHESTRA 2』が利用されている。

## 参加ミュージシャン
- All Lyrics Written：Arika Takarano
- All Music：Mikiya Katakura
- Arrangement：Akira Saito(斉藤聡)（M9）
- Strings Arrangement：Tsuyoshi Watanabe（M8）

- Vocals：Arika Takarano
- Violin：Tsuyoshi Watanabe、Yu Sugino

## クレジット
| Performed by ALI PROJECT | Performed by ALI PROJECT                                           |
| ------------------------ | ------------------------------------------------------------------ |
| Produced, Directed by    | Mikiya Katakura                                                    |
| Recording Engineered by  | Jiro Takita                                                        |
| Mastering Engineered by  | Yoichi Aikawa(相川洋一)（Bluemastering）                           |
| Recorded at              | studio GREENBIRD                                                   |
| Recorded at              | Flamingo Sound                                                     |
| Recorded at              | Zazou Music Shed                                                   |
| A&R                      | Iku Aoki(青木郁生)（Tokuma Japan Communications）                  |
| Sales Promotion          | Toshitaka "Momoya" Otomo(大友俊孝)（Tokuma Japan Communications）  |
| Sales Lady               | Miwa "Ohii" Ujiie（Crown Tokuma Music Distribution）               |
| Creative Coordination    | Kiyoe Mizusawa(水澤清恵)（Tokuma Japan Communications）            |
| Artist Management        | Boris Vian Inc.                                                    |
| Art Direction & Design   | Maiko Yoshino(吉野磨衣子)                                          |
| Photography              | Hironobu Onodera(小野寺廣信)                                       |
| Hair & Make-up           | Fusae Tachibana(橘房図)                                            |
| Hair & Make-up Assistant | Shizuka Satake(佐竹静香)                                           |
| Hair & Make-up Assistant | Hiromi Tezuka(手塚裕美)                                            |
| Costume                  | Kaie Tada(多田カイエ)（Triple fortune）                            |
| Stylist                  | Allica                                                             |
| Snake                    | Atelier MIKAMI(アトリエミカミ)                                     |
| Special Thanks to        | Makoto Sugimoto(杉本真)、Makoto Okuda(奥田誠)（Backstage Project） |
| Special Thanks to        | Hideo Miyamoto(宮本英夫) / Cherry                                  |